# Авіаліфт Владивосток
Авіаліфт Владивосток — російська регіональна авіакомпанія, що виконує вертольотані перевезення по острову Сахалін.

## Діяльність

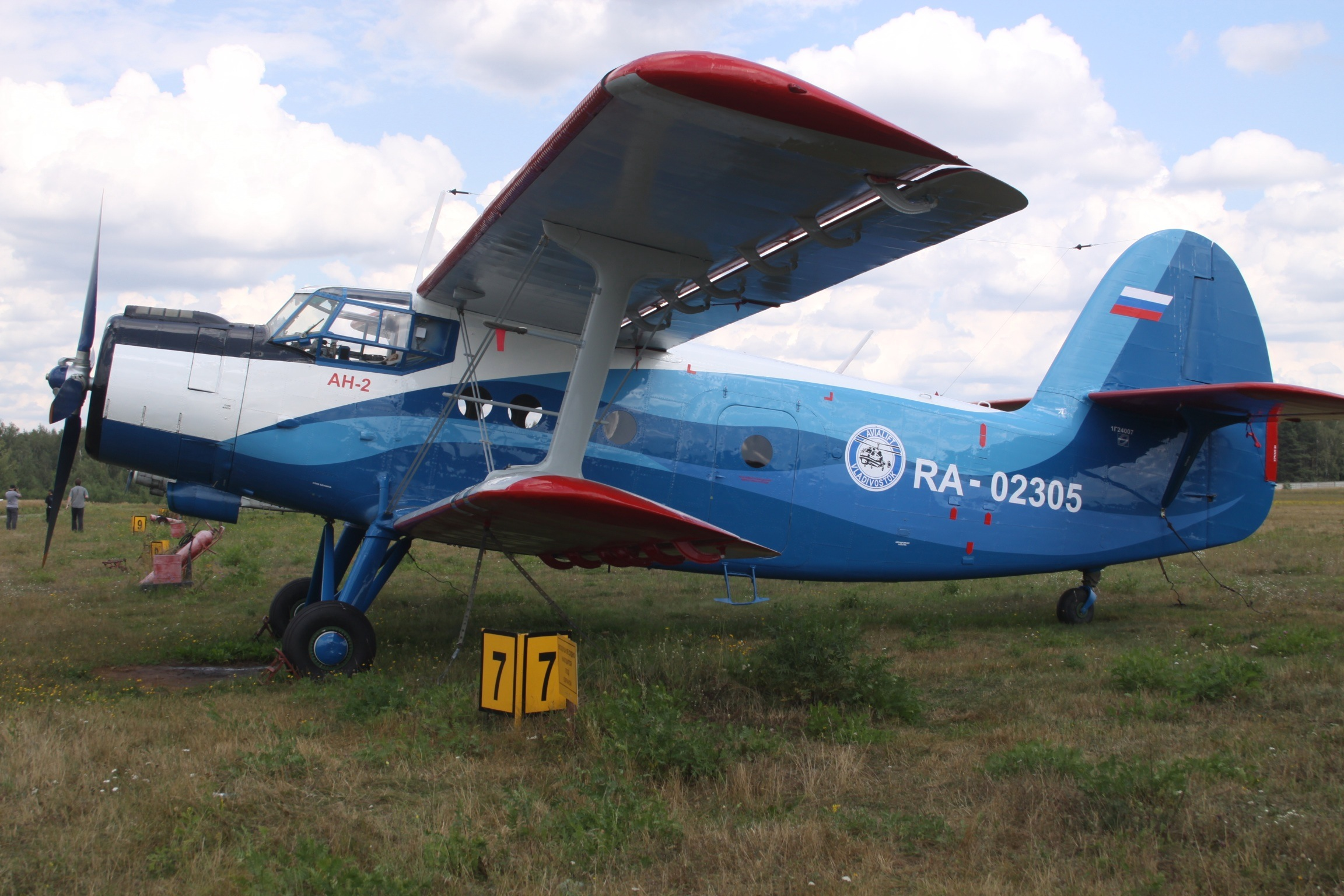
Ан-2

Авіаційна компанія «Авіаліфт Владивосток» була заснована у 1997 році. Оперує на авіаційному ринку власними гелікоптерами Ка-32, розробленими КБ Камов.
Також виконує аварійно-рятувальні роботи в межах Сахалін.
Наказом від 23.07.19 послідували численні обмеження в експлуатації повітряних суден.

## Флот
На 21.02.22 у флоті авіакомпанії вважалися:
Раніше флот авіакомпанії включав 5 вертолітів Мі-8 Мі-8МТВ, але всі вони були виведені в 2001-2002 роках.

## Пункти призначення

### Регулярні
Південно-Сахалінськ — Артем

### Решта
Також авіакомпанія виконує рекомендовані рейси по всьому острову Сахалін.

## Події
- 3 липня 2017 року Ка-32С здійснив вимушену посадку на воду. На борту знаходилися 3 члени екіпаж. Ніхто не постраждав. Вертоліт відновлено та експлуатується цією ж авіакомпанією.